# 阿卢米尼奥
阿卢米尼奥是巴西圣保罗州的一个市镇。总面积83.739平方公里，总人口16357人，人口密度195.3人/平方公里。